# 斯科沃羅迪尼夫卡

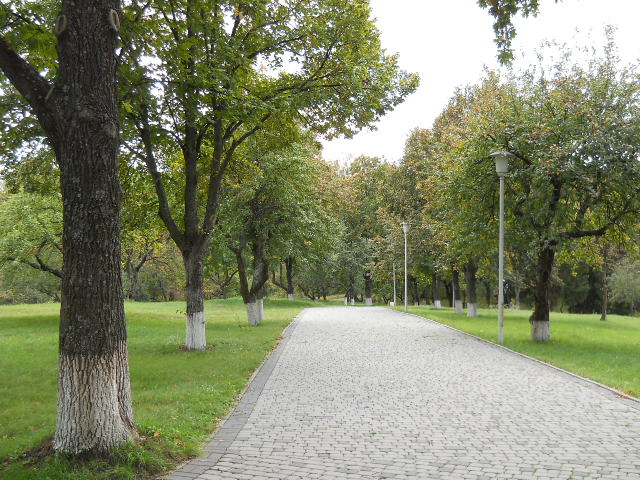

50°9′28″N 35°46′26″E / 50.15778°N 35.77389°E
斯科沃羅迪尼夫卡（羅馬化：Skovorodynivka）是位於烏克蘭東部哈爾科夫州博霍杜希夫區佐洛奇夫市鎮的村莊。始建於1732年，面積0.93平方公里，海拔高度184米，2001年人口547，人口密度每平方公里590.1人。